# Kapsporrhöna
Kapsporrhöna (Pternistis capensis) är en fågel i familjen fasanfåglar inom ordningen hönsfåglar.

## Utseende och läte
Kapsporrhönan är en stor och mestadels mörkbrun sporrhöna med ljusa fjäderkanter som skapar ett fint fjälligt mönster på kroppen. Vidare har den en rödaktig näbb med mörkt längst upp och gult vid näbbroten. Benen är mattröda. På huvudet kontrasterar ett ljust ögonbrynsstreck och ljus strupe med mörkt ansikte. Liknande gråvingad frankolin har gula ben, roststrimmigt bröst och ett halsband i grått och brunt. Lätet är ett ljudligt galande "kak-kaak, kak-keek, kak-keek) som ökar i tonhöjd men minskar i ljudstyrka.

## Utbredning och systematik
Fågeln förekommer i Sydafrika, i flodnära snår i södra och västra Kapprovinsen. Den behandlas som monotypisk, det vill säga att den inte delas in i några underarter. 

### Släktestillhörighet
Tidigare placerades den i släktet Francolinus. Flera genetiska studier visar dock att Francolinus är starkt parafyletiskt, där arterna i Pternistis står närmare  t.ex. vaktlar i Coturnix och snöhöns. Även de svenska trivialnamnen på arterna i släktet har justerats från tidigare frankoliner till sporrhöns (från engelskans spurfowl) för att bättre återspegla släktskapet.

## Levnadssätt
Kapsporrhönan hittas i fynbos, halvtorra områden och kustnära buskmarker. Den är vida spridd, vanlig och lätt att komma nära.

## Status
Arten har ett stort utbredningsområde och beståndet anses vara stabilt. Internationella naturvårdsunionen IUCN listar den därför som livskraftig (LC).